# Tang Sanzang
Dans ce nom chinois, le nom de famille, Tang, précède le nom personnel.

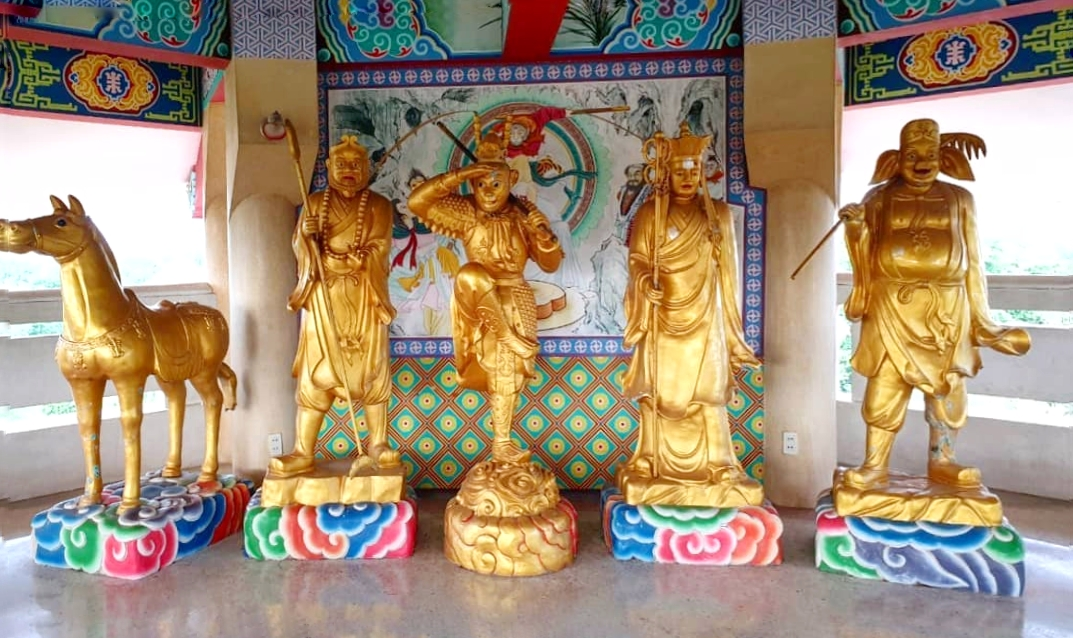
Les statues dorées des protagonistes du roman à Suphanburi en Thaïlande (Tang Sanzang est 2e à partir de la droite).

Tang Sanzang (唐三藏) est l'un des personnages principaux du roman du XVIe siècle La Pérégrination vers l'Ouest de Wu Cheng'en, inspiré du moine Xuanzang de la dynastie Tang, 
Dans le récit, il est choisi par la bodhisattva Guanyin pour se rendre en Inde et ramener des sutras bouddistes (le Tripitaka) afin d'enrichir la documentation bouddhiste en Chine. Elle s'arrange ainsi pour que l'empereur Taizong le charge de cette mission. Malheureusement, à cause d'une légende affirmant que l'on peut atteindre l'immortalité en consommant sa chair car il est la réincarnation d'un être saint, il est constamment attaqué par des monstres ou des démons. Incapable de se défendre par lui-même, Guanyin lui adjoint quatre compagnons pour l'escorter : Sun Wukong (singe), Zhu Bajie (cochon), Sha Wujing (ogre) et Longwang Sanjun (dragon). Devant l'adversité, il se désespère souvent et agace ses disciples, n'hésitant pas à se plaindre tout le temps ou à faire des reproches. De nature extrêmement naïve, il se laisse berner en permanence par les ruses de ses agresseurs, et va même jusqu'à punir Sun Wukong qui le protège malgré lui parce qu'il n'a pas compris qu'il était attaqué.
Il est parfois représenté sous les traits d'une femme, mais principalement au Japon.

## Description
Le nom du moine, « Sanzang », fait référence à sa mission de recherche du Tripitaka, qui est le nom sanskrit des recueils d'écritures bouddhistes anciennes. Dans la plupart des traductions anglaises, y compris la traduction faisant autorité d'Anthony C. Yu (en), il est directement appelé « Tripitaka ». Dans le roman, il prend le nom de Tang après être devenu frère de sang de l'empereur Taizong de la dynastie Tang,.
Tang Sanzang est un moine bouddhiste qui est une réincarnation de Cigale d'or (金蟬子), un disciple de Bouddha. Le nom de famille original de Tang Sanzang est Chen. Il est le fils de Chen Guangrui et Yin Wenjiao, la fille du ministre en chef Yin Kaishan (en). Après avoir obtenu la première place aux examens impériaux, Chen Guangrui est nommé préfet de Jiangzhou (actuelle ville de Jiujiang), mais alors qu'il est sur le point de prendre ses fonctions, il est assassiné par un passeur de rivière nommé Liu Hong, qui enlève également sa femme et prend sa place de préfet. Lorsque le fils de Chen naît, Yin Wenjiao met le bébé sur une planche de bois et le laisse dériver sur le Yangtsé, de peur qu'il soit tué par Liu Hong. Le bébé atteint le monastère de la Montagne dorée et est découvert par l'abbé, qui lui donne le surnom de Flotteur de rivière (江流). L'abbé veille à ce qu'il soit pris en charge, il devient apprenti moine bouddhiste et reçoit le nom de dharma Xuanzang. Lors de ses 18 ans, il retrouve son père, dont le corps avait été sauvé de la mort par le Roi-dragon de la rivière Hong. Ensemble, ils recherchent dame Yin et traduisent Liu Hong en justice.
Un jour, l'empereur Taizong lui confie la mission de se rendre à Tianzhu (ancien nom chinois de l'Inde) pour rapporter un ensemble d'écritures bouddhistes mahāyāna en Chine dans le but de propager le bouddhisme dans son pays natal. Il devient frère de sang de l'empereur qui lui donne deux escortes pour l'accompagner dans son voyage au départ de la capitale Chang'an. Cela diffère avec le Xuanzang historique, qui a désobéi aux ordres de l'empereur interdisant les voyages à l'étranger et n'a pas eu sa permission.
Tang Sanzang est cependant incapable de se défendre et ses deux escortes sont tuées lors de sa première rencontre avec des démons après son départ de Chang'an. Le bodhisattva Guanyin l'aide alors à trouver quatre êtres surnaturels puissants pour le protéger : Sun Wukong (singe), Zhu Bajie (cochon), Sha Wujing (ogre) et Longwang Sanjun (dragon). Ils deviennent ses disciples de Tang Sanzang et reçoivent l'illumination et la rédemption pour leurs péchés passés une fois le pèlerinage terminé.
Tout au long du voyage, Tang Sanzang est constamment attaqué par des monstres et des démons à cause d'une légende qui dit que l'on peut atteindre l'immortalité en consommant sa chair car il est la réincarnation d'un être saint. L'un de ses disciples est attrapé par l'un de ces monstres et un autre tombe dans la rivière Tongtian, également connue sous le nom de Rivière de communion avec le ciel.
À la fin du roman, Tang Sanzang est nommé « Bouddha du mérite du bois de santal, ». C'est un clin d'œil au fait que, dans le bouddhisme, le bois de santal (et, par extension, l'encens issu du bois de santal) est considéré comme ayant le pouvoir de distiller la pureté en brûlant les impuretés spirituelles négatives. Tang Sanzang est la réincarnation de Cigale d'or qui avait rejeté les enseignements du Bouddha et fut donc condamné à se réincarner en bouddhiste dix fois pour se distiller spirituellement, expulsant les impuretés spirituelles jusqu'à ce qu'il ne reste que la pureté, atteignant finalement la bouddhéité, faisant de lui le « Bouddha du mérite du bois de santal ».

## Contexte historique
Tang Sanzang est inspiré du moine Xuanzang de la dynastie Tang qui a effectué un périlleux aller-retour à pied de la Chine à l'Inde pour acquérir des sutras bouddhistes.
Contrairement à son modèle historique, un érudit sage (il avait la vingtaine lorsqu'il partit pour l'Inde), Tang Sanzang est présenté comme un jeune moine extrêmement naïf, faisant preuve d'une compassion idéaliste sans sagesse. Il est généralement prompt à se laisser prendre aux ruses de démons qui se sont déguisés en innocents êtres humains, car il ne peut pas les reconnaître, alors que Sun Wukong le peut. Cela conduit souvent à des tensions lorsque Sun Wukong tente de le protéger de telles menaces. Un de ces exemples populaires est celui où l'Esprit Os-blanc se déguise à trois reprises en membres de famille, d'abord en jeune femme. Après que Wukong ait « tué » la femme, le démon s'est échappé, mais Wukong est puni par Tang Sanzang pour cela. Le second déguisement est la mère âgée de la jeune femme, à la recherche de sa fille. Le troisième est le père âgé de la jeune femme, à la recherche de sa femme et de son enfant. À la « mort » du père des mains de Wukong, celui-ci tue finalement le démon avant qu'il ne s'enfuit. Tang Sanzang, convaincu que Wukong a en réalité tué trois innocents, le renvoie malgré ses protestations. Il le punit généralement en scandant l'incantation de la « constriction du cercle » (緊箍咒) enseignés à Tang Sanzang par le bodhisattva Guanyin pour contrôler Wukong, ce qui provoque la contraction du bandeau de ce dernier et lui donne de violents maux de tête.
Comme Sun Wukong, Tang Sanzang est souvent décrit comme un dieu de la protection. Kshitigarbha, un bodhisattva très vénéré dans le bouddhisme d'Asie de l'Est (en), est parfois confondu avec Tang Sanzang parce qu'il est souvent représenté comme lui, vêtu d'une robe kāṣāya aux motifs similaires, portant une couronne bouddhiste (une ushnisha ou une coiffe noire), et brandissant un bâton khakkhara,.